# Gibbsville (Wisconsin)
Gibbsville es un lugar designado por el censo (en inglés, census-designated place, CDP) del condado de Sheboygan, Wisconsin, Estados Unidos. Según el censo de 2020, tiene una población de 486 habitantes.

## Geografía
Está ubicado en las coordenadas 43°38′57″N 87°50′6″O / 43.64917, -87.83500. Según la Oficina del Censo, tiene una superficie total de 2.22 km², de los cuales 2.21 km² corresponden a tierra firme y 0.01 km² están cubiertos de agua.

## Demografía
Según el censo de 2020, hay 486 personas residiendo en la zona. La densidad de población es de 219.91 hab./km². El 95.68% de los habitantes son blancos, el 0.41% son afroamericanos, el 0.21% es amerindio, el 1.03% son asiáticos, el 1.03% son de otras razas y el 1.65% son de una mezcla de razas. Del total de la población, el 2.47% son hispanos o latinos de cualquier raza.